# Ulmer DenkStätte Weiße Rose

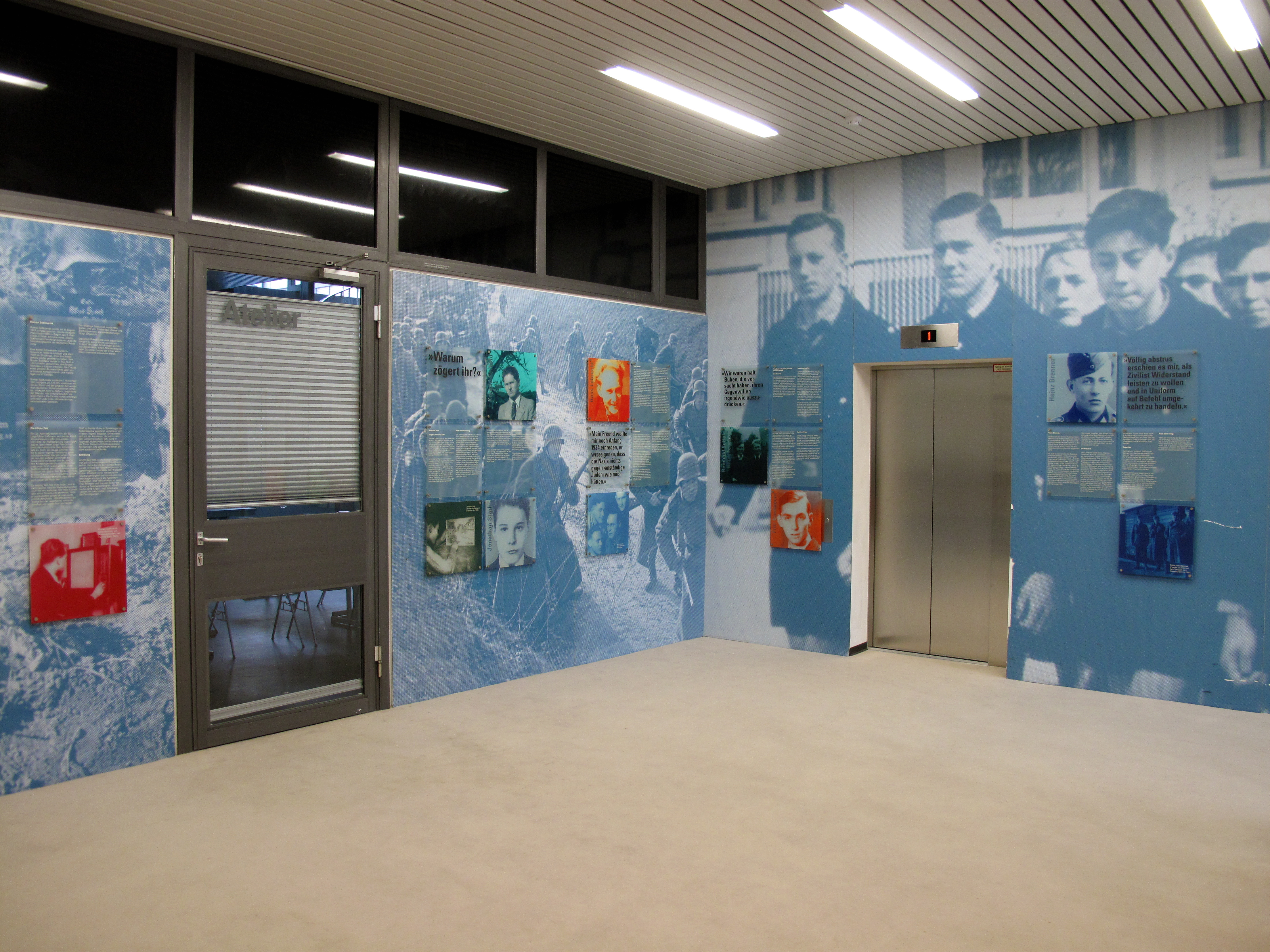
Dauerausstellung der DenkStätte Weiße Rose

Die Ulmer DenkStätte Weiße Rose leistet Erinnerungsarbeit durch Bildungsangebote, Projekte sowie Führungen durch ihre Dauerausstellung mit dem Titel „wir wollten das andere“ – Jugendliche in Ulm 1933 bis 1945 im Foyer des EinsteinHauses der Ulmer Volkshochschule.

## Geschichte

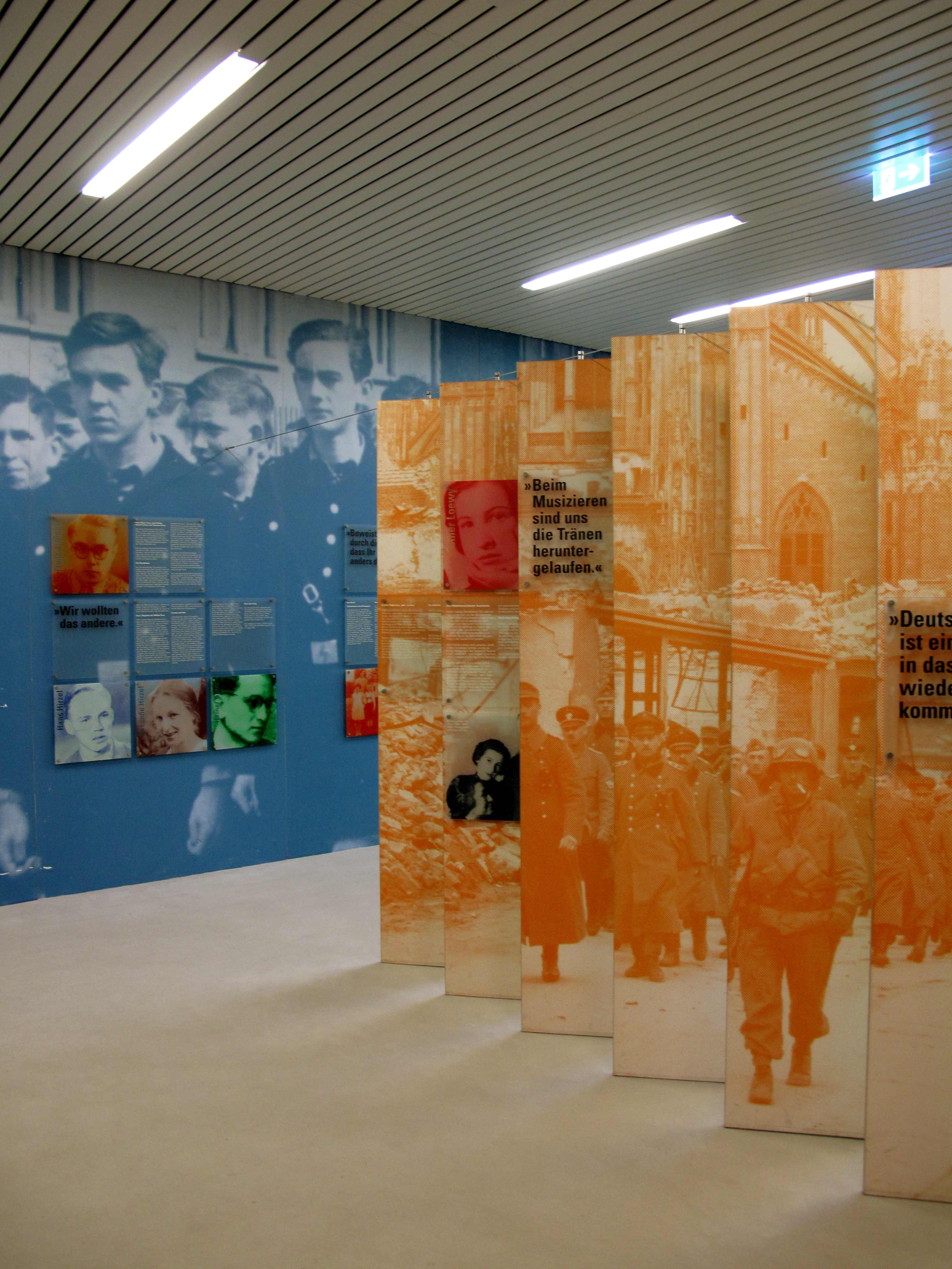
Dauerausstellung im EinsteinHaus

Die Dauerausstellung, die auch als Wanderausstellung geliehen werden kann, entstand auf Initiative von Franz J. Müller (Ehrenvorsitzender der Weißen Rose Stiftung). Sie ist ein Projekt der Weißen Rose Stiftung, Ulmer Volkshochschule und des Deutschen Volkshochschul-Verbandes und wurde gefördert von der Robert-Bosch-Stiftung. Die Stadt Ulm fördert die gedenkstättenpädagogische Stelle an der Ulmer DenkStätte Weiße Rose mit einem jährlichen Zuschuss.
Ausgangspunkt für die Ulmer DenkStätte Weiße Rose war die Magisterarbeit von Anita Binder (1994) über die „Ulmer Abiturientengruppe“, die die Widerstandsgruppe „Weiße Rose“ bei der Verteilung und Versendung von Flugblättern unterstützte. 1994 bis 1999 recherchierte sie im Auftrag der Weißen-Rose-Stiftung erfolgreich nach weiteren Ulmern, die während der NS-Zeit Widerstand leisteten oder sich dem Zugriff der Nationalsozialisten entzogen.
Franz J. Müller suchte dann mit Ulms Oberbürgermeister Ivo Gönner einen Ort für die Dauerausstellung. Gönner hatte die Idee, die Ulmer Volkshochschule, die 1946 u. a. von Inge Aicher-Scholl im Geiste der „Weißen Rose“ gegründet wurde, anzufragen. Deren damalige Leiterin Dagmar Engels unterstützte das Vorhaben. Anfang 1999 begann die Erarbeitung des Ausstellungskonzepts durch Anita Binder. Die Ausstellungstexte wurden schließlich von Anita Binder, Dagmar Engels, Britta Müller-Baltschun und Franz J. Müller geschrieben.
Von 1999 bis 2000 folgte die Gestaltung und Realisierung der Dauer- und Wanderausstellung durch die Gestalter Pancho Ballweg und Uli Häussler. Am 19. April 2000 fand die Eröffnung der Ulmer DenkStätte Weiße Rose statt.

## Gedenkstättenpädagogik
In Führungen, Zeitzeugengesprächen, Vorträgen, Theaterworkshops, Demokratie- und Toleranztrainings zum Thema Widerstand gegen den Nationalsozialismus und Zivilcourage wird deren Geschichte erzählt. Dabei soll der Bezug zu Ausgrenzung, Diskriminierung und der Notwendigkeit von Toleranz und Zivilcourage in der heutigen Gesellschaft hergestellt werden. Auch werden Schülerarbeiten, Haus- und Facharbeiten zum Thema Ulmer NS-Jugendopposition betreut und unterstützt.

## Inhalte der Ausstellung
Neben den Ulmer Mitgliedern der Weißen Rose Hans und Sophie Scholl, Franz J. Müller, Hans und Susanne Hirzel sowie Heinrich Guter werden in der Dauerausstellung der Ulmer DenkStätte Weiße Rose 22 Ulmer porträtiert, die nicht zur „Weißen Rose“ gehörten, aber ebenfalls als Jugendliche Widerstand gegen den Nationalsozialismus leisteten.
Vielfältige Formen von NS-Jugendopposition zeigen, wie sich junge Menschen auf unterschiedliche Art dem NS-Regime zu entziehen suchten oder gegen diesen agierten. Die Konsequenzen für Jugendopposition waren unterschiedlich. Sie konnten kein Abitur ablegen, wurden politisch überwacht, geschlagen, vorübergehend verhaftet, zu Haftstrafen verurteilt oder hingerichtet. Die große Mehrheit wurde nicht mit der Todesstrafe belegt, was der vorherrschenden Meinung widerspricht, dass Widerstand im Nationalsozialismus gleichzusetzen mit dem sicheren Tod wäre.  Menschen, die sich nicht anpassten oder gegen das Regime agierten und dafür nicht umgebracht wurden, finden in der Geschichtsschreibung recht wenig Erwähnung. Daher will die Ulmer DenkStätte Weiße Rose auch die Menschen vorstellen, die sich als Jugendliche den Nationalsozialisten widersetzten und dies überlebten, um Rechtfertigungsstrategien für NS-Mitläufertum in Frage zu stellen und um zur Zivilcourage aufzufordern.

## Porträtierte Personen

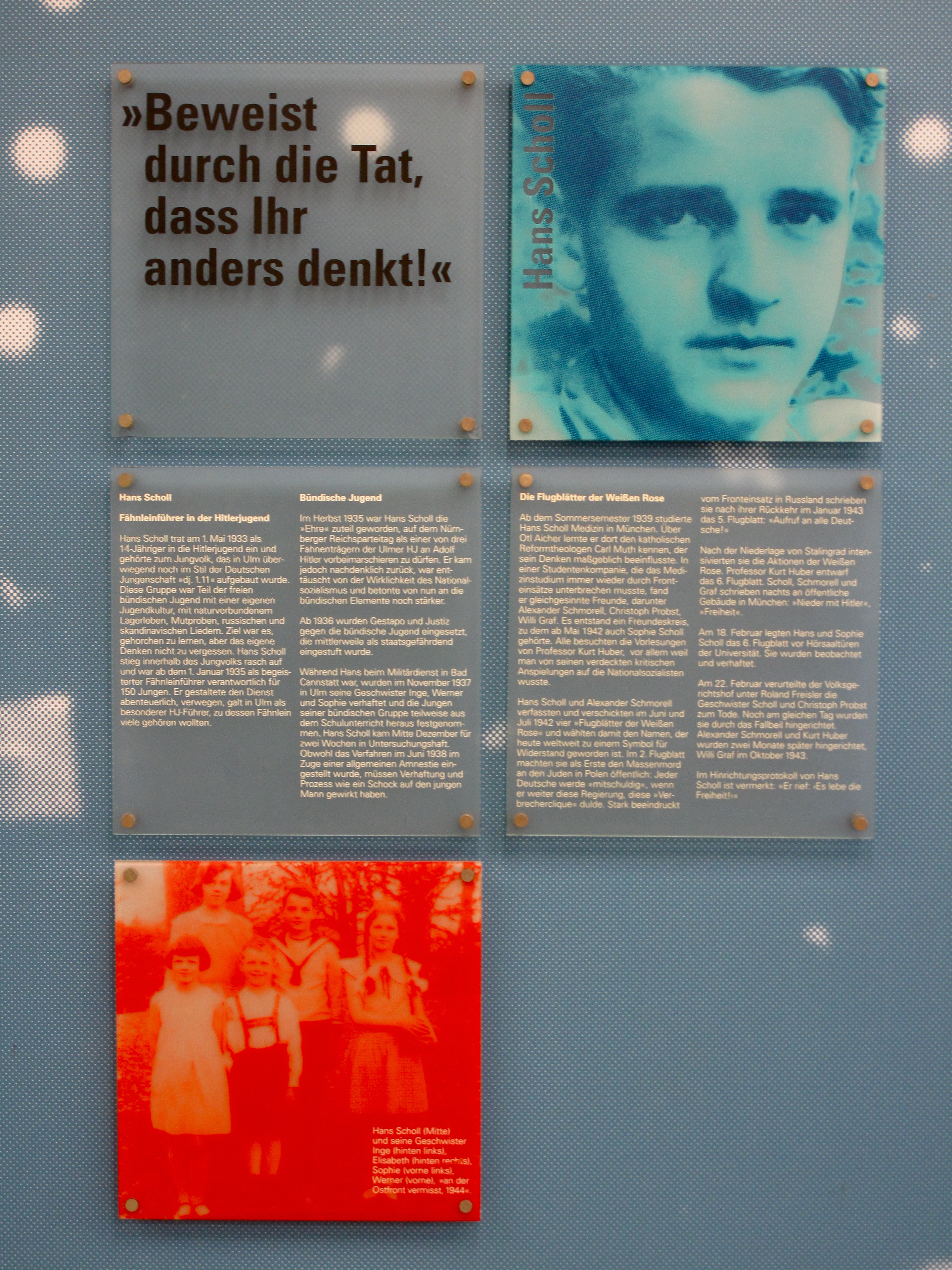
Porträt von Hans Scholl in der Dauerausstellung

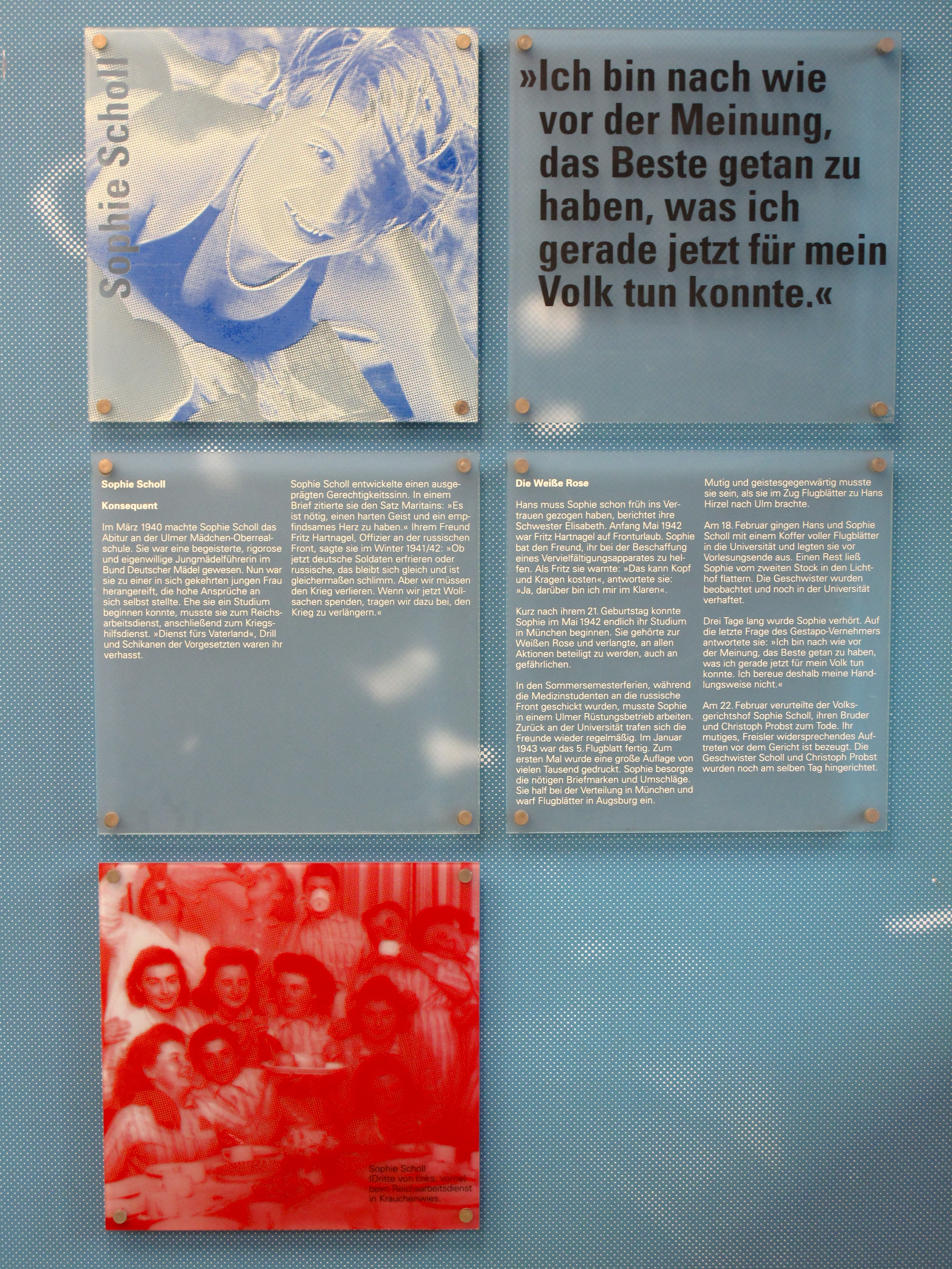
Porträt von Sophie Scholl in der Dauerausstellung

- Evangelische Jugend in Ulm (Ernst Röder, Wilhelm Burkert, Gerhard Staib, Karl Schneider, Richard Wolf)
- Erika Schmid
- Otl Aicher, Willi Habermann, Frido Kotz, Alois Schnorr
- Hans Scholl
- Sophie Scholl
- Franz J. Müller, Hans Hirzel, Susanne Hirzel, Heiner Guter
- Heinz Brenner
- Reinhold Settele, Heinz Feuchter, Fritz Bauknecht
- Hans Lebrecht
- Jonathan Stark, Konrad Seibold
- Roman Sobkowiak
- Esther Loewy
- Heinz und Walter Weglein
- Ernst Bauer

## Hintergrund

### Widerstand innerhalb der evangelischen Jugend in Ulm
Nach der Regierungsübernahme der NSDAP ging das Leben in den Gruppen und Vereinen der evangelischen Jugend zunächst wie gewohnt weiter. Sie sahen sich als Teil einer nationalen deutschen Jugend. Nachdem erkennbar wurde, dass sich die Hitlerjugend als die einzig legitime Jugendorganisation im Deutschen Reich verstand, wollten dies Mitglieder der evangelischen Gruppen nicht akzeptieren. Als sich im Mai 1933 die württembergische Hitlerjugend in Ulm zu einer Demonstration traf, erfolgte eine Woche später das Diözeseantreffen der katholischen Jugend und der evangelische Bezirksjugendtag mit mehreren hundert Teilnehmern. Ernst Röder, ein Ulmer Jugendlicher und Führer der christlichen Pfadfinder, stimmte beim Festgottesdienst in der Ulmer Martin-Luther-Kirche das Lied Ein feste Burg ist unser Gott an. Im Juni 1933 kam es beim CVJM-Gautreffen in Gerhausen auf der Ulmer Alb zu handfesten Auseinandersetzungen zwischen dem CVJM und der Hitlerjugend. Der NS-Staat trieb die Gleichschaltung der evangelischen Jugend weiter. Ab August 1933 wurde auch ihr gegenüber das Uniformverbot durchgesetzt. An Schulen durften nur noch Uniformen und Abzeichen der HJ getragen werden. Etwa hundert Ulmer CVJM-Mitglieder umgingen das Uniformverbot. Sie fuhren im September 1933 zum Bundesfest nach Stuttgart in einheitlichen dunklen Hosen und weißen Hemden und waren damit als selbstständige Gruppe nicht zu übersehen.
Im Dezember 1933 unterzeichnete Reichsbischof Müller von den Deutschen Christen den Vertrag zur Eingliederung der evangelischen Jugendverbände in die Hitlerjugend. Am 4. März 1934 wurde der Vertrag in Ulm umgesetzt und die evangelische Jugend feierlich in die Hitlerjugend eingegliedert. Eine kleine Gruppe von Verweigerern traf sich weiter als Freundeskreis. Auch versuchten manche Gemeindepfarrer, eine kirchliche Jugendarbeit wieder aufzubauen. Hier trafen sich 1938 die 13- und 14-jährigen Karl Schneider und Richard Wolf. Richard Wolf war evangelisch getauft, hatte aber einen jüdischen Vater und war deshalb „jüdischer Mischling ersten Grades“. Der Jugendkreis nahm ihn auf. Nach dem Krieg engagierten sich Richard Wolf und Karl Schneider beim Aufbau der evangelischen Jugendarbeit in Ulm. Ernst Röder und seine Frau Helene betreuten Stadtranderholung für Ulmer Kinder im Ruhetal. Gerhard Staib kam 1955 aus sowjetischer Gefangenschaft zurück. Wilhelm Burkert traf sich ab 1946 wieder mit seinen Freunden vom CVJM.

### Widerstand innerhalb der katholischen Mädchenjugend in Ulm

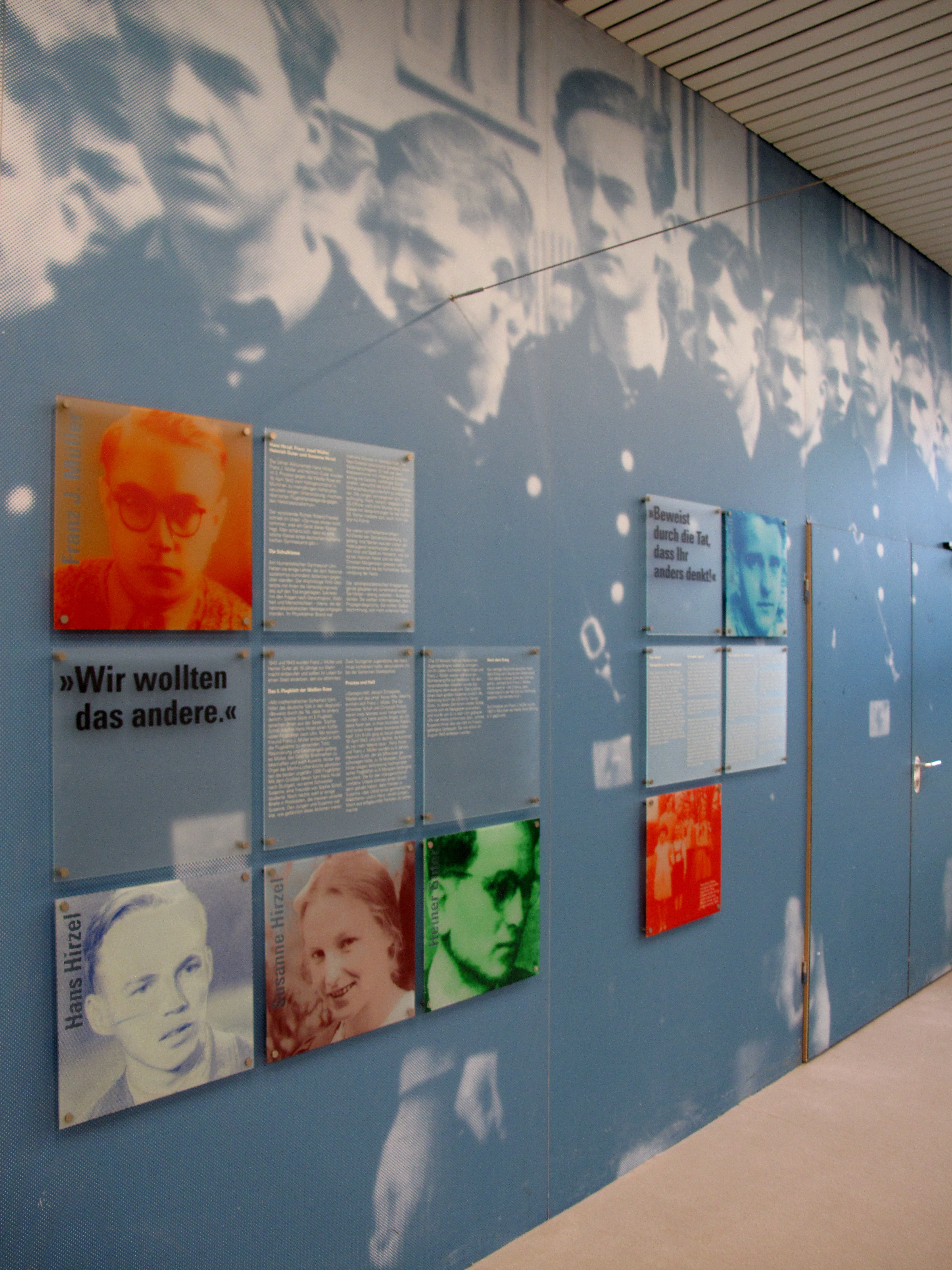
Wand der Dauerausstellung

1932 wurde die vierzehnjährige Schülerin Erika Schmid  aus der Ulmer katholischen St. Hildegard-Realschule für den Heliand-Bund geworben. In diesem Bund für katholische Mädchen aus höheren Schulen ging es um eine „Neue Lebensgestaltung in Christus“. Die Mädchen gingen auf Fahrt, machten Nachtwanderungen, eroberten sich einen Lebensstil, der bis dahin den Jungen in der bündischen Jugend vorbehalten war. Sie legten Wert auf Natürlichkeit, Wahrhaftigkeit, Selbstständigkeit, aber auch Hilfsbereitschaft. Als äußere Zeichen trugen die Mädchen das Heliand-Abzeichen; jede Gruppe hatte einen selbstgefertigten Wimpel und jede Stadt ein eigenes Banner. 1933 hatte der Bund in Deutschland 1.600 Mitglieder, 1939 waren es 4.500.
Nach der „Machtergreifung“ Hitlers war der Heliand-Bund den Nationalsozialisten ein Dorn im Auge, weil die Nationalsozialisten im Rahmen der „Gleichschaltung“ für die deutsche Jugend einheitliche Verbände, nämlich die Hitlerjugend und den Bund Deutscher Mädel schufen. Zwar wurde der Heliand-Bund anders als katholische Jungenbünde nicht verboten, doch waren die Mädchen fortwährend verschiedenen Repressalien ausgesetzt. Erika Schmid war nicht bereit, die NS-Ideologie zu akzeptieren. Sie engagierte sich stärker im Heliand-Bund, wurde 1936 „Burgfrau“ und war damit als Stadtführerin für die Koordination aller Ulmer Gruppen zuständig, außerdem leitete sie selbst eine Heliand-Gruppe. Sie tat alles aus religiöser Überzeugung und weil das Leben im Heliand-Bund sie faszinierte. So war Erika Schmid 1934 unter den Mädchen, die auf dem Weg zum Heliand-Gautag auf Burg Niederalfingen Sprechchöre rufend und singend mit ihrem Banner auf einem offenen Lastwagen durch Ulm fuhren. Erika Schmid weigerte sich standhaft, in den BDM einzutreten, und auch ihre Mutter war strikt gegen eine Mitgliedschaft. Deshalb konnte sie nach ihrem Abschluss an der St. Hildegard-Schule nicht in die weiterführende Mädchenoberrealschule, um das Abitur zu machen, da die Mitgliedschaft im BDM dafür zur Voraussetzung gemacht wurde. Ihre schulischen Leistungen wurde schlechter benotet, Mitschülerinnen beschimpften sie, zeitweise musste sie sogar die Schule verlassen, weil sie angeblich ein Hindernis für die Klassengemeinschaft war. Schmid, die im September 2003 verstarb, wurde später Mitglied verschiedener Leistungsgremien des Heliand-Bundes, und war verantwortlich für den Heliand-Frauenkreis in Ulm. Von 1946 bis 1978 arbeitete sie als Geschäftsführerin an der Ulmer Volkshochschule.

### Widerstand in der katholischen Jugend in Ulm
1933 waren die vier Ulmer Jungen Otl Aicher, Willi Habermann, Frido Klotz, Alois Schnorr zwischen 11 und 17 Jahre alt. Sie blieben auch dann noch Mitglieder des katholischen Jungenbundes Quickborn, als dieser im Mai 1935 in Ulm verboten wurde. Mitläufer der Nationalsozialisten wollten sie nicht sein. Aicher weigerte sich strikt, in die Hitlerjugend einzutreten, obwohl er deshalb nicht zum Abitur zugelassen wurde. Klotz nahm in Kauf, von Hitlerjungen verprügelt zu werden, weil er als einziger in seiner Klasse nicht in der Hitlerjugend war. Hitlerjungen lauerten ihm in Söflinger Klosterhof auf. Alois Schnorr leitete Jungengruppen im katholischen Schülerbund Neudeutschland, später, wie Hans Scholl, in der bündischen „dj.1.11“ Schnorrs ausdrückliches Ziel war, seine Jungen starkzumachen, trotz Überwachung, Bespitzelung und Verhör.
Unterstützung bekamen die Jungen von Pfarrer Weiß in Ulm-Söflingen, der in Predigten und Lebensführung den Nationalsozialisten entgegentrat. Sie hielten zu ihm, als die Partei vor dem Pfarrhaus eine Demonstration organisierte, um einen Vorwand zu schaffen, ihn in Schutzhaft nehmen zu können. Otl Aicher, sein Vater und Fritz Kotz standen hinter den Fenstern des Pfarrhauses und bewegten die Vorhänge dauernd, um den Demonstranten vorzutäuschen, im Haus wären viele Leute. Aicher fuhr mit Pfarrer Weiß zu einem geheimen Treffen nach Paderborn, bei dem katholische Geistliche ein Widerstandsnetz gegen den Nationalsozialismus organisieren wollten. Die Jungen lebten am Rande der Legalität. Das erfuhr Otl Aicher 1937 in Berlin. Mit Quickborn-Mitgliedern besuchte er eine Fotoausstellung. Weil ihre Kleidung und Haartracht auf „bündische Umtriebe“ schließen ließen, wurden sie verhaftet. Der 15-jährige Otl Aicher wurde im Prinz-Albert-Palais, dem Gestapo-Hauptquartier, tagelang in Einzelhaft festgehalten.
1939 wurde die Wohnung der Familie Scholl ein Anlaufpunkt für junge Menschen, die den Nationalsozialismus ablehnten. Im „Windlicht“, von Inge Scholl vervielfältigt und verschickt, erschienen auch Beiträge von Theodor Haecker und Carl Muth, deren Gedanken die Texte der Flugblätter der Weißen Rose beeinflussen sollten. Am 18. Februar 1943 versuchte Otl Aicher, Hans und Sophie Scholl eine Warnung zu überbringen. Vor dem Haus in München traf er auf Gestapobeamte. Die Geschwister Scholl waren eine halbe Stunde zuvor in der Universität verhaftet worden. Aicher desertierte in den letzten Kriegstagen.
Unmittelbar nach Kriegsende lud Otl Aicher Romano Guardini, den geistigen Vater der Quickborn, zu dem religiösen Vortrag „Wahrheit und Lüge“ in die Ulmer Martin-Luther-Kirche ein. 1946 gründete er mit seiner späteren Frau Inge Scholl und einem Kreis Gleichgesinnter die Ulmer Volkshochschule – zum Gedenken an Hans und Sophie Scholl.

## Film
- Zivilcourage – Verräter der Nation. Dokumentation über Widerstand in Ulm, Mitglieder der „Ulmer Abiturientengruppe“ im Umfeld der Widerstandsgruppe Weiße Rose, D, 30 Min.[1][2]